# Nett
Nett je jednou z šesti obcí Pohnpei, největšího ze spolkových států Mikronésie. Zahrnuje severní část hlavního ostrova a přilehlé ostrůvky. Sousedí na západě s obcí Sokehs, z níž se v roce 1874 vydělila, na jihu s Kitti a na východě s obcemi U a Madolenihm. V květnu 1965 byla naopak z Nett do samostatné obce vydělena Kolonia, tehdejší hlavní město.
V roce 2000 zde žilo 4821 obyvatel, v roce 2010 pak 6542 obyvatel.